# Логистика
Логи́стика — совокупность организационно-управленческих и производственно-технологических процессов по эффективному обеспечению организации движения материальных и иных ресурсов.
Более широкое определение логистики трактует её как учение о планировании, управлении и контроле движения материальных, информационных и финансовых ресурсов в различных системах.
С точки зрения практического применения логистика — выбор наиболее эффективного варианта обеспечения товаром нужного качества, нужного количества, в нужное время, в нужном месте с минимальными затратами.

## Задачи логистики
Примеры задач, решаемых в логистике:
- оптимизация потоковых процессов (материальных, информационных, финансовых, человеческих)
- рационализация процессов и экономия ресурсов
- выявление «узких мест» в процессах деятельности компаний и организаций
- управление запасами организации
- управление системой снабжения предприятия
- управление системой сбыта и распределения на предприятии
- управление системой складирования и складским хозяйством
- управление системой транспортировки
- управление цепями поставок
- выбор вида транспортного средства,
- определение маршрутов,
- оптимальная упаковка товаров в контейнеры,
- определение оптимального размещения на складских площадях,
- маркировка,
- формирование сборных заказов.

## Теория логистики
Содержанием логистики как науки является установление причинно-следственных связей и закономерностей, присущих процессу товародвижения, в целях определения и реализации на практике эффективных организационных форм и методов управления материальными, информационными, человеческими и финансовыми потоками.
Основными предметами исследования в логистике являются:
- логистические операции;
- логистические цепи;
- логистические системы;
- логистические функции;
- материальные потоки;
- информационные потоки;
- человеческие потоки;
- финансовые потоки;
- логистические издержки.

Объектом исследования в логистике является деятельность предприятия или его функционального подразделения

## История
Термин появился первоначально в интендантской службе вооружённых сил и происходит от др.-греч. λογιστική, что означает «счётное искусство». Впервые употребляется в трактатах по военному искусству византийского императора Льва VI (865—912). В Византийской империи при дворе императора были «логистики», в обязанности которых входило распределение продуктов питания.
Развитые логистические методы можно обнаружить в различных культурах разных эпох. Например, испанский юрист и экономист XVI века Хуан Поло де Ондегардо в 1572 году сообщал о том, что в Империи инков чиновниками кипукамайоками вёлся учёт по текущим необходимым продуктам для инкского двора, при этом учитывались место отправки, доставляемая продукция, срок доставки, и, возможно, расстояние.
В русский язык термин «логистика» ввёл в начале XIX века французский военный специалист Антуан Жомини. В советское время в условиях плановой экономики он был заменён термином «снабжение». На предприятиях существовали отделы снабжения, задачей которых было не столько найти нужный ресурс, сколько обеспечить его поставку через решения министерств и ведомств. Яркий пример «снабженцев» показан в кинокомедии Леонида Гайдая «Опасно для жизни!»
С распространением компьютерного оборудования появились автоматизированные логистические системы.

## Логистика военного дела
Наиболее яркое проявление военной логистики было в период Второй мировой войны. Американский военный контингент, ведя боевые действия в Европе, полностью обеспечивался тыловыми подразделениями с другого материка. Совместная и четко отлаженная работа военной промышленности, транспорта (авиационные, морские и сухопутные перевозки) и тыловых служб дала после окончания войны толчок к применению военного логистического опыта в мирной экономике.
В наше время понятие «военной логистики» в некоторых странах по-прежнему сохраняется, но в русском языке термин «логистика» сейчас ассоциируется, прежде всего, с бизнесом.

## Бизнес-логистика
В зависимости от специфики деятельности компании применяются различные логистические системы. Логистическая система — совокупность действий участников логистической цепи (предприятий-производителей, транспортных, торговых организаций, магазинов, и пр.), построенных таким образом, чтобы выполнялись основные задачи логистики.
Некоторые управленческие подходы и концепции, включающие логистическую составляющую или специфические логистические стратегии:
- MRP (англ. materials requirements planning),
- DRP (distribution requirements planning),
- MRP II (manufacturing resource planning),
- ERP (enterprise resource planning);
- бережливое производство
- CSRP (customer synchronized resource planning),
- EOQ-модель,
- система двух уровней,
- двухбункерная схема,
- модель с постоянной периодичностью заказа,
- ABC-анализ,
- нестационарные и стохастические модели управления запасами (Stock management).
- Дистрибуция (бизнес)

Компании могут развивать собственные логистические подразделения, а могут привлекать транспортно-логистические организации для решения вопросов поставок, складирования и снабжения. В зависимости от уровня привлечения независимых компаний для решения бизнес-задач в логистике различают разные уровни: 1PL (от англ. first-party logistics) — подход, при котором организация обращается к предприятию-специалисту отдельной логистической операции: склад (хранение), почта (информационный обмен), такси (транспорт); 3PL (third-party logistics) — подход, при котором полный комплекс логистических услуг от доставки и адресного хранения до управления заказами и отслеживания движения товаров передается на сторону транспортно-логистической организации. В функции такого 3PL-провайдера входит организация и управление перевозками, учёт и управление запасами, подготовка импортно-экспортной и фрахтовой документации, складское хранение, обработка груза, доставка конечному потребителю.
Задача управления логистикой на практике сводится к управлению несколькими компонентами, которые составляют так называемый «logistics mix»:
- складские сооружения (отдельные складские постройки, центры дистрибуции, складские помещения, совмещенные с магазином);
- запасы (объем запасов по каждому наименованию, место нахождения запаса);.
- транспортировка (виды транспорта, сроки, виды тары, наличие водителей и т. д.);
- комплектация и упаковка (простота и легкость с точки зрения логистического обслуживания с одновременным сохранением влияния на покупательскую активность);
- связь (возможность получения как конечной, так и промежуточной информации в процессе товародвижения)[6].

Логистика делится на виды: закупочная, транспортная, складская, производственная, информационная логистика и другие.

### Логистика закупок
Основной целью логистики закупок является удовлетворение производства материалами с максимальной экономической эффективностью, качеством и кратчайшими сроками. Закупочная логистика проходит по поиску и выбору альтернативных поставщиков-изготовителей.
Основными способами логистики закупок являются традиционный и оперативный способы. Традиционный способ осуществляется путём поставки необходимого количества товаров единовременно, а оперативный — по мере необходимости в товаре.

### Логистика сбыта
Логистика сбыта (логистика распределения или распределительная логистика) — это область научных исследований системной интеграции функций, реализуемых в процессе распределения материального и сопутствующих ему (информационного, финансового и сервисного) потоков между различными потребителями, то есть в процессе реализации товаров, основная цель которой — обеспечение доставки нужных товаров в нужное место, в нужное время с оптимальными затратами. Таким образом, распределительная логистика — это комплекс взаимосвязанных функций, реализуемых в процессе распределения материального потока между различными оптовыми покупателями и продавцами.
С понятием сбытовой логистики тесно связано понятие канал распределения — совокупность различных организаций, которые осуществляют доставку товара до потребителя.

### Логистика транспортировки
Логистика транспортировки — это система по организации доставки, а именно по перемещению каких-либо материальных предметов, веществ и пр. из одной точки в другую по оптимальному маршруту.
Более детальными функциями данной логистики являются: 
- персонал, который занимается осуществлением этих задач (грузчики, водители);
- классификация транспортных средств (по объёму, скорости, проходимости);
- ценовая политика (на рабочую силу, на ГСМ, предоставление транспортных услуг).

Под транспортно-логистической системой понимается совокупность потребителей и производителей услуг, а также используемые для их оказания системы управления, транспортные средства, пути сообщения, сооружения и иное имущество. В другом определении говорится о том, что транспортно-логистическая система — совокупность объектов и субъектов транспортной и логистической инфраструктуры вместе с материальными, финансовыми и информационными потоками между ними, выполняющая функции транспортировки, хранения, распределения товаров, а также информационного и правового сопровождения товарных потоков.

### Логистика таможенных процессов
Логистика таможни — комплекс мероприятий, который направлен на перемещение груза через границу с минимизацией затрат на эти процедуры.
Логистика таможни решает следующие задачи:
- осуществление перевозки импортируемого и экспортируемого груза;
- получение необходимых сертификатов на ввозимый/вывозимый товар;
- оформление таможенной документации;
- оценка стоимости, состояния и соответствия таможенным требованиям груза;
- сопровождение дальнейшего движения груза, прошедшего таможенную границу.

### Логистика управления запасами
Политика управления запасами состоит из решений — что закупать или производить, когда и в каких объёмах. Она также включает в себя решения о размещении запасов на производственных предприятиях и в распределительных центрах. Второй элемент политики управления запасами касается стратегии. Можно управлять запасами каждого распределительного склада по отдельности, а можно централизованно (требует большей координации и информационного обеспечения).
Управление запасами предприятия — интегрированный процесс, обеспечивающий операции с запасами внутри фирмы и вне её — на всем протяжении цепи управления поставками.

### Логистика складирования
Основной задачей логистики складирования является оптимизация бизнес-процессов приёмки, обработки, хранения и отгрузки товаров на складах. Складская логистика определяет правила организации складского хозяйства, процедуры работы с товаром и соответствующие им процессы управления ресурсами (человеческими, техническими, информационными). При этом используются наиболее распространённые методики FIFO, LIFO, FEFO, FPFO, BBD.
Для информационно-технической поддержки таких процессов могут использоваться специализированные системы управления складом WMS.

### Логистика информационных потоков
Совокупность действий по эффективному распределению информационных потоков между цифровыми и традиционными носителями.

### Комплексная логистика
Системный подход к организации всего цикла жизни товара и связанных с ним мероприятий в период от момента производства его комплектующих до момента потребления. Это эффективная система управления материальными, информационными и финансовыми потоками, связанными с жизненным циклом товара.
Комплексный подход к логистическому процессу позволяет сократить или нейтрализовать риски неопределенности, под влиянием которых находится функциональный цикл жизни товара.

## Логистика экологии
Логистика экологии обеспечивает движение материала при любых производственных процессах вплоть до его превращения в товарный продукт и, далее, в отходы, с последующим проведением отходов до утилизации или безопасное хранение в окружающей среде.
Экологическая логистика также обеспечивает сбор и сортировку отходов, образующихся при потреблении товарных продуктов, их транспортировку, утилизацию или безопасное хранение в окружающей среде. Она позволяет радикально очищать большие территории, загрязненные несанкционированным мусором.

## Бережливая логистика
Синтез логистики и концепции бережливого производства позволил создать вытягивающую систему, объединяющую все организации, задействованные в потоке создания ценностей, в которой происходит частичное пополнение запасов небольшими партиями. Принципы бережливой технологии распространяются на сферы материально-технического снабжения, управления складами, запасами и транспортом в рамках предприятий, а затем и на управление внешними по отношению к заводам потоками. Бережливая логистика использует принцип совокупной логистической стоимости (Total Logistics Cost, TLC), что позволяет сократить запасы по всей цепи, снизить затраты на транспортировку и хранение, наладить логистическое сотрудничество.

## Логистика города
Логистика города (сити-логистика, логистика муниципалитета) — комплекс логистических решений, действий, процессов, нацеленных на оптимизацию управленческих решений администрации, потоков материалов, транспортных средств, людей, знаний, энергии, финансов, информации в рамках подсистем города и его инфраструктуры.

## Провайдеры логистики
При решении задач логистики компании могут полагаться на свои усилия либо привлекать услуги провайдеров логистики (аутсорсинг логистики).
Выделяют следующие виды провайдеров логистики:
- 1PL — малая компания, действующая локально или в своей нише логистических услуг.
- 2PL — организовывает перевозку товара от пункта до пункта, но при этом остаётся лишь посредником (все контракты заключает грузовладелец).
- 3PL — провайдер может организовать несколько логистических услуг, то есть, например, стать и перевозчиком и складским оператором (в ряде случаев провайдер становится фулфилмент-оператором).
- 4PL — 3PL + управленческая логистика. Управленческая логистика основывается на критериях оптимизации (стоимость, сохранность, скорость). Грузовладелец может оговаривать не только саму перевозку, но и дополнительные критерии (например, минимизировать бюджет, или доставить как можно скорее, или обеспечить сохранность, или иное).

## Музеи логистики
В мире существует много музеев, затрагивающих отдельные разделы практической логистики — это музеи транспорта, таможни, упаковки, различные отраслевые музеи. Но только следующие музеи полностью посвящены логистике:
Общей логистике:
- Музей логистики (Санкт-Петербург, Россия)
- Музей логистики (Токио, Япония)
- Музей логистики Пекинского материального университета (Beijing Wuzi University Logistics Museum, Пекин, Китай)

Военной логистике:
- Музей королевского логистического корпуса (англ. Royal Logistic Corps Museum) (Суррей, Великобритания)
- Музей логистики вооружённых сил Канады[12] (The Canadian Forces Logistics Museum, Монреаль, Канада)
- Музей армейской логистики (Museum of the Army Logistics, Ханой, Вьетнам)